# 大阪空港駅
大阪空港駅（おおさかくうこうえき）は、大阪府豊中市蛍池西町にある大阪モノレール本線の駅。大阪国際空港（伊丹空港）ターミナルビルに直結する。駅番号は11。
なお、空港自体も含め駅舎付近は大阪府豊中市域（蛍池西町、南空港町）と同府池田市域（空港）、兵庫県伊丹市域（小阪田）が複雑に入り組む、いわゆる錯雑地となっており、駅舎はそのうち池田市と豊中市にまたがっているが、公式な住所は駅長室の位置より豊中市となっている。

## 歴史
- 1997年（平成9年）4月1日：大阪モノレール線当駅 - 柴原（現・柴原阪大前）駅間延伸時に開業[1][2]。
- 2020年（令和2年）2月8日：可動式ホーム柵の使用を開始[3]。

## 駅構造

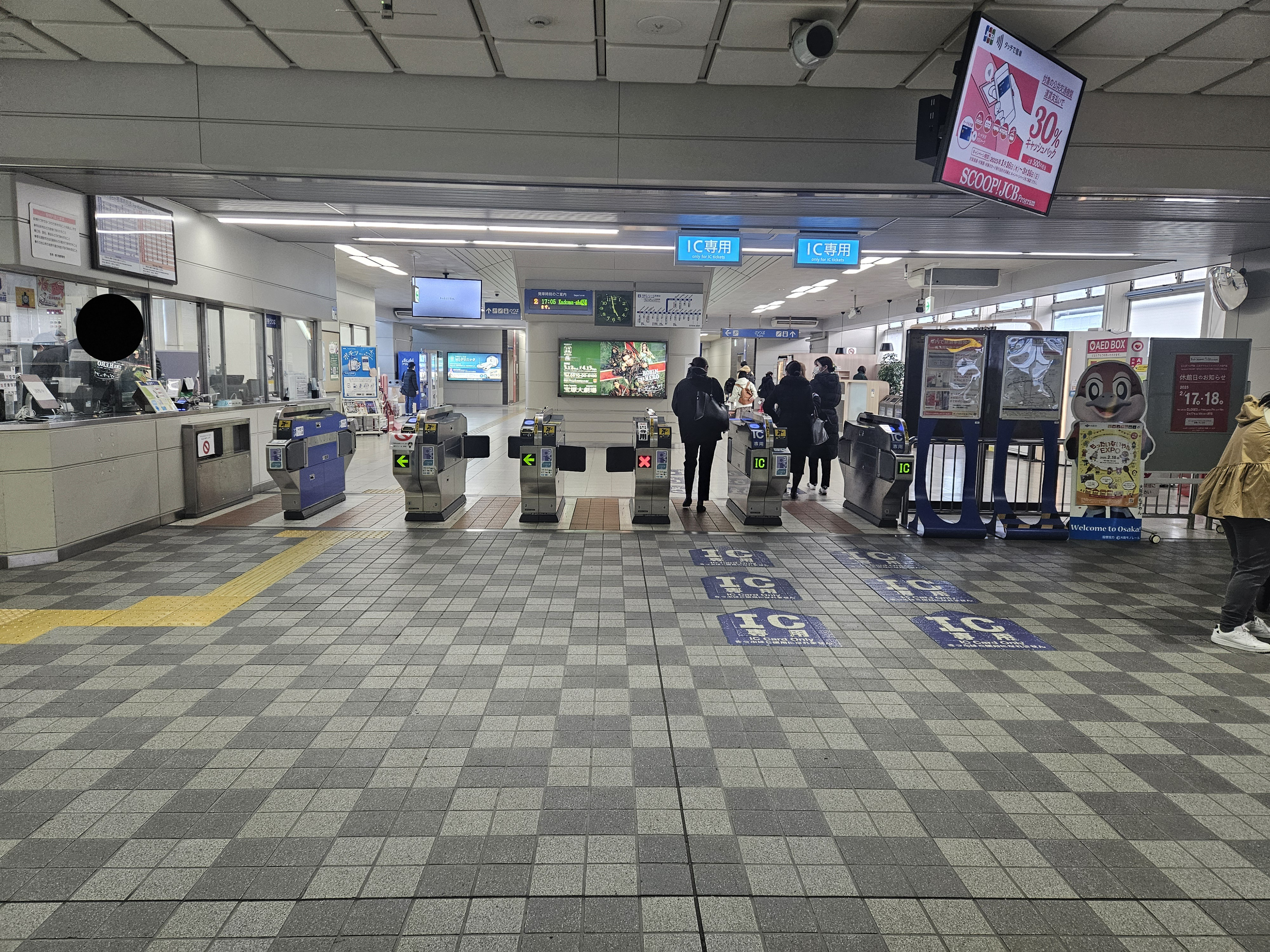
改札口（2025年2月）

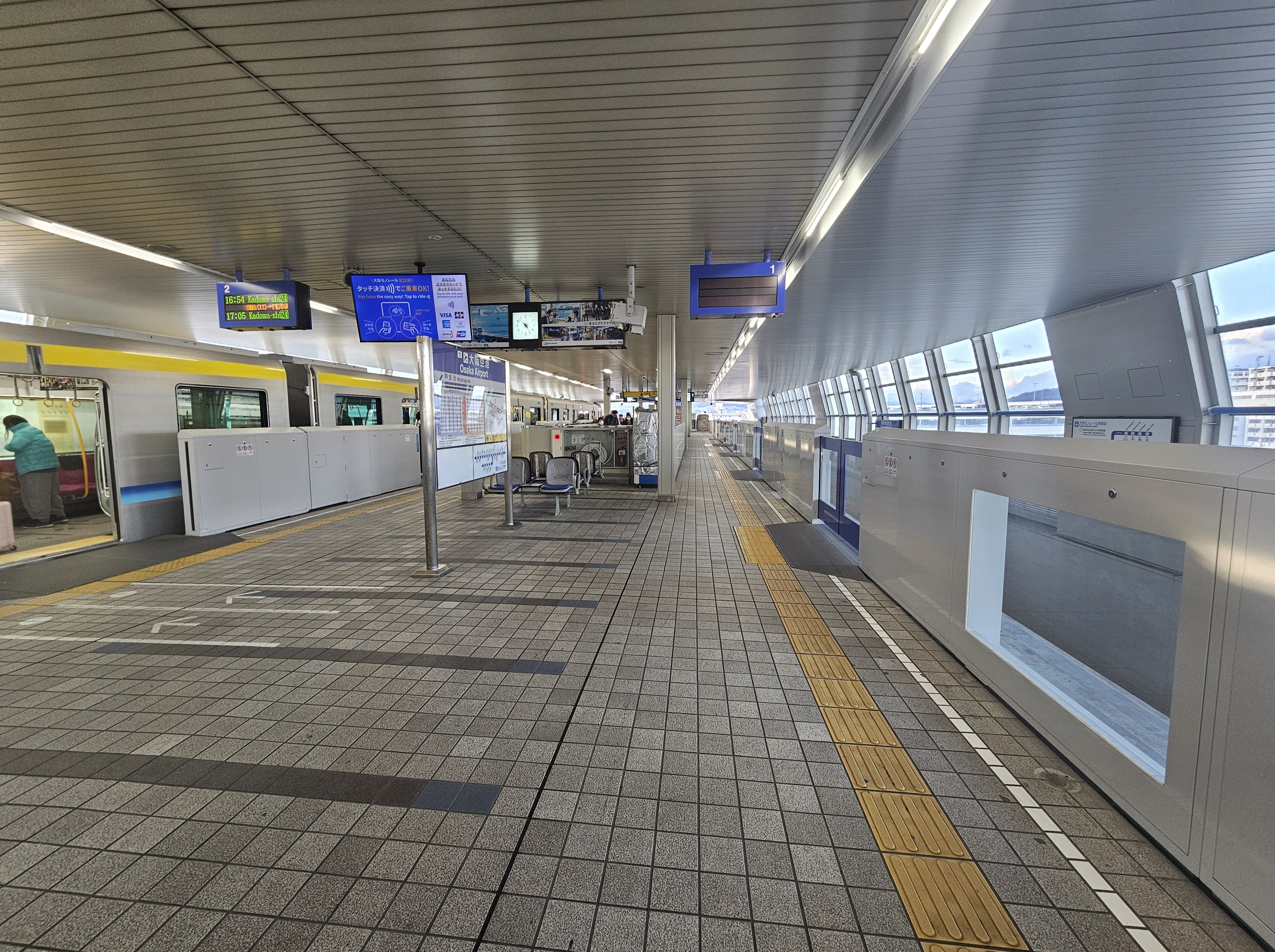
プラットホーム（2025年2月）

島式ホーム1面2線を有する高架駅。原則として2番ホームのみが使用され、1番ホームに発着する旅客列車は初発列車と平日ラッシュ時のごく一部のみとなっている。1番ホームはこの他、当駅到着後に回送になる列車の降車用として使われる。

### のりば
| ホーム | 路線  | 行先       |
| ------ | ----- | ---------- |
| 1・2   | ■本線 | 門真市方面 |

## 利用状況
2023年（令和5年）次の1日平均の乗降人員は15,864人（乗車人員：7,925人、降車人員：7,939人）である。また、2023年（令和5年）度の1日平均の乗車人員は7,961人で、大阪モノレールの駅全18駅中7位。コロナ禍の影響で大きく減少していたが、現在は以前の水準に回復しつつある。開業後の1日平均乗降・乗車人員の推移は下表の通り。
| 年次               | 1日平均 乗降人員 | 1日平均 乗車人員 | 出典   |
| ------------------ | ---------------- | ---------------- | ------ |
| 1997年（平成09年） | 9,344            | 4,463            | [ 6 ]  |
| 1998年（平成10年） | 10,609           | 5,181            | [ 7 ]  |
| 1999年（平成11年） | 12,396           | 6,195            | [ 8 ]  |
| 2000年（平成12年） | 12,630           | 6,276            | [ 9 ]  |
| 2001年（平成13年） | 12,876           | 6,448            | [ 10 ] |
| 2002年（平成14年） | 13,409           | 6,736            | [ 11 ] |
| 2003年（平成15年） | 14,224           | 7,150            | [ 12 ] |
| 2004年（平成16年） | 15,299           | 7,635            | [ 13 ] |
| 2005年（平成17年） | 15,143           | 7,625            | [ 14 ] |
| 2006年（平成18年） | 14,828           | 7,408            | [ 15 ] |
| 2007年（平成19年） | 13,621           | 7,126            | [ 16 ] |
| 2008年（平成20年） | 13,530           | 7,012            | [ 17 ] |
| 2009年（平成21年） | 12,890           | 6,620            | [ 18 ] |
| 2010年（平成22年） | 12,913           | 6,618            | [ 19 ] |
| 2011年（平成23年） | 11,719           | 5,942            | [ 20 ] |
| 2012年（平成24年） | 11,866           | 5,991            | [ 21 ] |
| 2013年（平成25年） | 12,786           | 6,374            | [ 22 ] |
| 2014年（平成26年） | 13,505           | 6,719            | [ 23 ] |
| 2015年（平成27年） | 14,079           | 6,999            | [ 24 ] |
| 2016年（平成28年） | 14,925           | 7,339            | [ 25 ] |
| 2017年（平成29年） | 15,420           | 7,532            | [ 26 ] |
| 2018年（平成30年） | 16,700           | 8,253            | [ 27 ] |
| 2019年（令和元年） | 17,710           | 8,754            | [ 28 ] |
| 2020年（令和02年） | 10,039           | 4,912            | [ 29 ] |
| 2021年（令和03年） | 8,933            | 4,371            | [ 30 ] |
| 2022年（令和04年） | 12,816           | 6,367            | [ 31 ] |
| 2023年（令和05年） | 15,864           | 7,939            | [ 32 ] |

## 駅周辺
- 大阪国際空港（伊丹空港） 2階と直結
  - 北ターミナルビル
  - 南ターミナルビル
  - 大阪空港ホテル
  - 全日空整備センター
  - 貨物ビル
- 大阪空港出入口 阪神高速11号池田線
- 東横INN大阪伊丹空港
- 大阪府道10号大阪池田線

## 隣の駅
大阪モノレール
■本線
大阪空港駅 (11) - 蛍池駅 (12)